# العلاقات العمانية الموريتانية
العلاقات العمانية الموريتانية هي العلاقات الثنائية التي تجمع بين سلطنة عمان وموريتانيا.

## مقارنة بين البلدين
هذه مقارنة عامة ومرجعية للدولتين:
| وجه المقارنة                                              | سلطنة عمان    | موريتانيا                 |
| --------------------------------------------------------- | ------------- | ------------------------- |
| المساحة (كم2)                                             | 309.50 ألف    | 1.03 مليون                |
| عدد السكان (نسمة)                                         | 4.64 مليون    | 4.42 مليون                |
| الكثافة السكانية (ن./كم²)                                 | 14.99         | 4.29                      |
| العاصمة                                                   | مسقط          | نواكشوط                   |
| اللغة الرسمية                                             | اللغة العربية | اللغة العربية، لغة فرنسية |
| العملة                                                    | ريال عماني    | أوقية موريتانية، أوقية ‏   |
| الناتج المحلي الإجمالي (بليون دولار)                      | 72.64 مليار   | 5.02 مليار                |
| الناتج المحلي الإجمالي (تعادل القوة الشرائية) بليون دولار | 179.49 مليار  |                           |
| الناتج المحلي الإجمالي الاسمي للفرد دولار أمريكي          | 15.55 ألف     |                           |
| الناتج المحلي الإجمالي للفرد دولار أمريكي                 | 38.63 ألف     | 3.91 ألف                  |
| مؤشر التنمية البشرية                                      | 0.793         | 0.506                     |
| رمز المكالمات الدولي                                      | +968          | +222                      |
| رمز الإنترنت                                              | عمان          | .mr                       |
| المنطقة الزمنية                                           | ت ع م+04:00   | 00                        |

## منظمات دولية مشتركة
يشترك البلدان في عضوية مجموعة من المنظمات الدولية، منها:
| علم المنظمة | اسم المنظمة                                 | تاريخ انضمام سلطنة عمان | تاريخ انضمام موريتانيا |
| ----------- | ------------------------------------------- | ----------------------- | ---------------------- |
|             | وكالة ضمان الاستثمار متعدد الأطراف          | 1989                    | 8 سبتمبر 1992          |
|             | منظمة التعاون الإسلامي                      | 1970                    | ?                      |
|             | منظمة الشرطة الجنائية الدولية               | ?                       | ?                      |
|             | منظمة حظر الأسلحة الكيميائية                | ?                       | ?                      |
|             | المصرف العربي للتنمية الاقتصادية في أفريقيا | ?                       | ?                      |
|             | منظمة التجارة العالمية                      | 2000                    | 31 مايو 1995           |
|             | الأمم المتحدة                               | 7 أكتوبر 1971           | 27 أكتوبر 1961         |
|             | صندوق النقد العربي                          | ?                       | ?                      |
|             | مؤسسة التمويل الدولية                       | 1973                    | 29 ديسمبر 1967         |
|             | يونسكو                                      | 10 فبراير 1972          | 10 يناير 1962          |
|             | مؤسسة التنمية الدولية                       | 1973                    | 10 سبتمبر 1963         |
|             | الاتحاد الدولي للاتصالات                    | 28 أبريل 1972           | 18 أبريل 1962          |
|             | الصندوق العربي للإنماء الاقتصادي والاجتماعي | ?                       | ?                      |
|             | جامعة الدول العربية                         | 1971                    | 26 نوفمبر 1973         |
|             | البنك الدولي للإنشاء والتعمير               | 1971                    | 10 سبتمبر 1963         |
|             | المركز الدولي لتسوية المنازعات الاستشارية   | 1995                    | 14 أكتوبر 1966         |
|             | الاتحاد البريدي العالمي                     | ?                       | ?                      |

## وصلات خارجية
- موقع وزارة الخارجية العمانية